# Seabulk Pride
Seabulk Pride (Orgullo de Seabulk) es un petrolero de doble casco construido en 1998 en Newport News Shipbuilding en Virginia y operado por la compañía Seabulk Tankers de Ft. Lauderdale, Florida. Fue construido como parte de una serie de nuevos petroleros de doble casco que prestan servicios al mercado nacional.

## Hundimiento
El Seabulk Pride encalló cerca del puerto de Nikiski, Alaska, el 2 de febrero de 2006. El petrolero se encontraba amarrado en los muelles de Nikiski cuando fue golpeado por un témpano de hielo que rompió sus amarras. El Seabulk Pride -y su carga de 5 millones de galones estadounidenses (120.000 bbl) de petróleo- se desplazó hacia el norte por Cook Inlet , donde encalló. Fue reflotado al día siguiente, 3 de febrero de 2006, sin que se produjera ninguna fuga significativa de petróleo.
El 9 de enero de 2007, el Seabulk Pride tuvo problemas en el mismo muelle cuando las condiciones de hielo extremo lo sacaron nuevamente de su amarre; sin embargo, pudo partir hacia mar abierto. Después de estos dos incidentes, se asignó un remolcador para ayudar a los buques en el peligroso puerto, que tiene una gran amplitud de mareas y corrientes rápidas, además de estar sujeto a condiciones impredecibles de formación de hielo intenso.